# Echinorhynchus dissimilis
Echinorhynchus dissimilis är en hakmaskart som beskrevs av Yamaguti 1939. Echinorhynchus dissimilis ingår i släktet Echinorhynchus och familjen Echinorhynchidae. Inga underarter finns listade i Catalogue of Life.